# 도와다호
도와다호(일본어: 十和田湖 도와다코[*])는 아오모리현 도와다시와 아키타현 가즈노군 고사카정에 걸쳐 있는 호수로, 도와다하치만타이 국립공원 안에 있다.
호면 표고 401 m, 면적 59.05 km2, 최심부 334 m로 일본에서 세 번째로 깊은, 전형적인 이중식 칼데라 호수이다. 투명도 20 m의 깊은 곤색의 수면에는 원시 그대로의 대자연의 그림자가 비쳐 아름다운 풍경을 자아내고 있다. 도와다호에서 흘러나오는 유일한 강인 오이라세강의 물줄기를 따라 14 km에 이르는 하이킹 코스를 제공한다.

## 지리
도와다 화산의 분화에 형성된 2중 칼데라호로 현재에도 활화산으로 지정되어 있다. 최대 수심는 327 m이며, 유출하천은 오이라세강이다. 호수의 형상은 호두를 반으로 갈라놓은 모습을 하고 있다.
호수 중앙과 오구라산과 나카야마반도 사이에 있는 나카노우미호(中湖)의 주변 수역은 매우 깊고, 오구라산의 동쪽에 있는 히가시노우미호(東湖)와 나카야마반도 서쪽에 있는 니시노우미호(西湖)의 주변 수역은 50~100 m 정도의 깊이이다.
아울러 에도 시대부터 군의 경계가 불명확해 도와다호의 행정구역을 놓고 결정이 나지 않았기 때문에, 아오모리현과 아키타현과의 경계는 명확히 정해지지 않다가 2008년 8월 29일 아오모리현에서 열리 홋카이도·도후쿠 북부지사 서미트에서 아오모리현, 아키타현과 관계하는 지자체가 호면의 경계를 아오모리현 6 : 아키타현 4로 하자는 데 합의하고, 11월 14일 확정해 12월 25일 관보에 고시했다. 이는 1871년 폐번치현 후, 137년만의 일이다.
구체적으로는 호수 북쪽에 있는 오하나베산에서 간다강 하구를 연결한 선이 경계로 되었다. 이에 따라 61.1 km2의 호수 중 아오모리현 도와다시가 약 37 km2을, 아키타현 고사카정이 약 24 km2을 점하게 된다. 또, 각각이 점한 분만큼 지방교부세교부금도 증액되어 증액된 교부금은 도와다호의 환경 및 관광대책에 사용될 예정이다. 증액된 교부금은 연간 약 6,700만엔으로 추산하고 있다.

## 생태
도와다호 주변은 대개 너도밤나무의 냉온대수림과 사스래나무의 아한대수림이 넓게 분포하고 있고, 뿔매, 검독수리, 일본반달가슴곰 등이 서식한다. 이들 동물들의 서식처가 중요한 까닭에 국가 지정 도와다 조수보호구로 지정되어있다. 그 면적은 37,674 ha, 중 특별보호지구는 19,366 ha이다.

## 같이 보기
- 일본의 관광